# Valentíni Grammatikopoúlou
Valentíni Grammatikopoúlou (en grec moderne : Βαλεντίνη Γραμματικοπούλου), née le 9 février 1997, est une joueuse de tennis grecque.

## Biographie
Elle a remporté douze titres en simple et 25 titres en double sur le circuit féminin ITF.
En 2022, elle gagne son 1er titre en simple en catégorie WTA 125 à Vancouver.

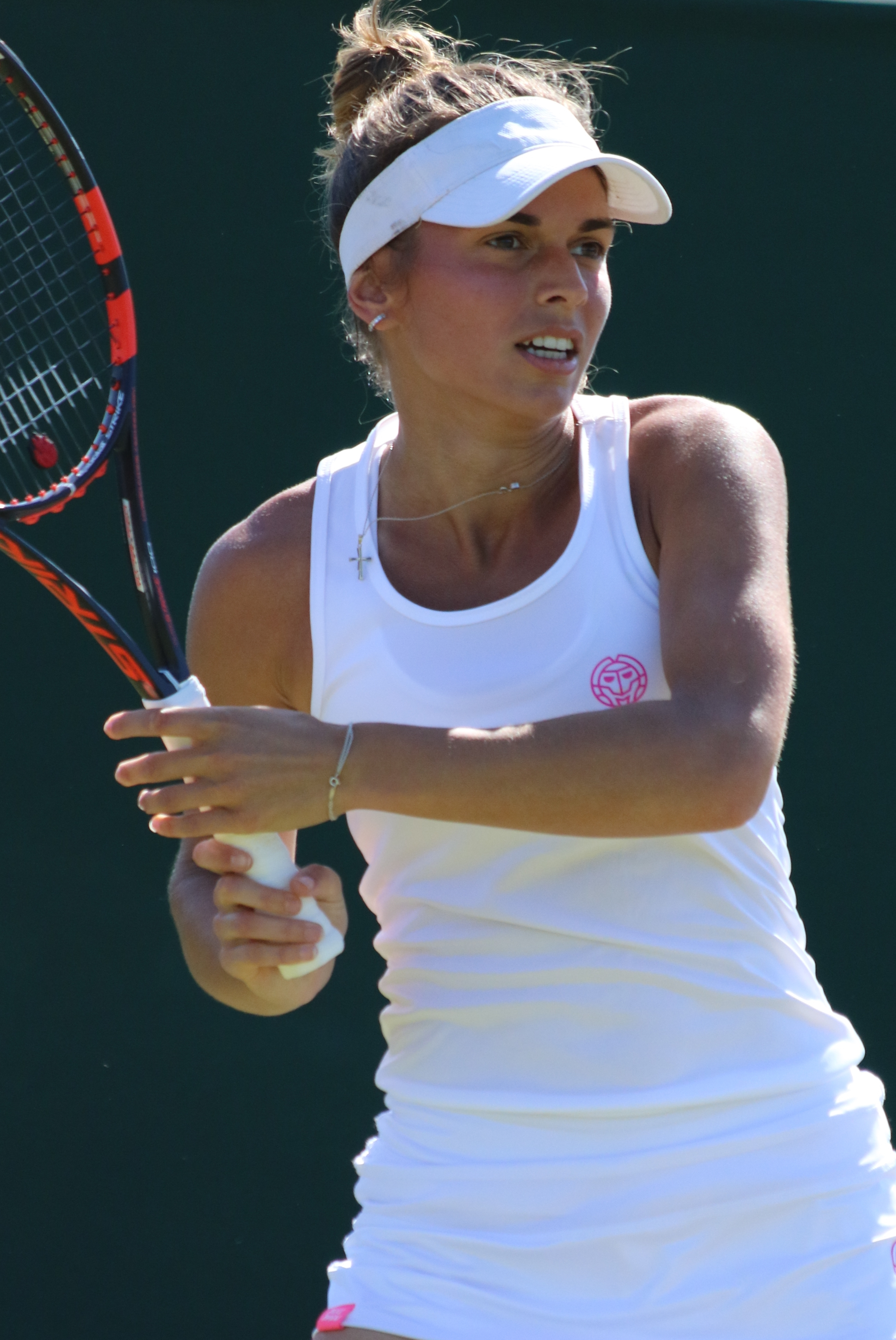
Valentíni Grammatikopoúlou à Wimbledon en 2018.

## Palmarès

### Titre en double dames
Aucun

### Finale en double dames
| No | Date       | Nom et lieu du tournoi        | Catégorie | Dotation  | Surface      | Vainqueures                    | Partenaire     | Score             |          |
| -- | ---------- | ----------------------------- | --------- | --------- | ------------ | ------------------------------ | -------------- | ----------------- | -------- |
| 1  | 12-07-2021 | Ladies Open Lausanne Lausanne | WTA 250   | 235 238 $ | Terre (ext.) | Susan Bandecchi Simona Waltert | Ulrikke Eikeri | 6-3, 6-73, [10-5] | Parcours |

### Titre en simple en WTA 125
| No | Date       | Nom et lieu du tournoi         | Catégorie | Dotation  | Surface    | Finaliste       | Score    |          |
| -- | ---------- | ------------------------------ | --------- | --------- | ---------- | --------------- | -------- | -------- |
| 1  | 14-08-2022 | Odlum Brown VanOpen, Vancouver | WTA 125   | 115 000 $ | Dur (ext.) | Lucia Bronzetti | 6-2, 6-4 | Parcours |

### Titre en double en WTA 125
| No | Date       | Nom et lieu du tournoi        | Catégorie | Dotation  | Surface    | Partenaire          | Finalistes                           | Score     |          |
| -- | ---------- | ----------------------------- | --------- | --------- | ---------- | ------------------- | ------------------------------------ | --------- | -------- |
| 1  | 14-08-2023 | Baranquilla Open Barranquilla | WTA 125   | 115 000 $ | Dur (ext.) | Déspina Papamichaíl | Yuliana Lizarazo María Paulina Pérez | 7-62, 7-5 | Parcours |

### Finales en double en WTA 125
| No | Date       | Nom et lieu du tournoi            | Catégorie | Dotation  | Surface      | Vainqueures                          | Partenaire       | Score    |          |
| -- | ---------- | --------------------------------- | --------- | --------- | ------------ | ------------------------------------ | ---------------- | -------- | -------- |
| 1  | 20-12-2021 | Hana Bank Korea Open Séoul        | WTA 125   | 115 000 $ | Dur (int.)   | Choi Ji-hee Han Na-lae               | Réka Luca Jani   | 6-4, 6-4 | Parcours |
| 2  | 04-09-2023 | Open delle Puglie Bari            | WTA 125   | 115 000 $ | Terre (ext.) | Katarzyna Kawa Anna Sisková          | Elixane Lechemia | 6-1, 6-2 | Parcours |
| 3  | 11-09-2023 | Țiriac Foundation Trophy Bucarest | WTA 125   | 115 000 $ | Terre (ext.) | Angelica Moratelli Camilla Rosatello | Anna Sisková     | 7-5, 6-4 | Parcours |

## Parcours en Grand Chelem

### En simple dames
| Année | Open d'Australie | Open d'Australie      | Internationaux de France | Internationaux de France | Wimbledon | Wimbledon           | US Open        | US Open               |
| ----- | ---------------- | --------------------- | ------------------------ | ------------------------ | --------- | ------------------- | -------------- | --------------------- |
| 2017  | Q2               | Eri Hozumi            | Q2                       | Jil Teichmann            | Q1        | Ipek Soylu          | Q1             | Tereza Martincová     |
| 2018  | Q2               | Zhu Lin               | Q2                       | Anna Kalinskaya          | Q1        | Sofya Zhuk          | Q1             | Silvia Soler Espinosa |
| 2019  | Q2               | Bianca Andreescu      | Q3                       | Varvara Lepchenko        | Q1        | Kaja Juvan          | Q1             | Maddison Inglis       |
|       |                  |                       |                          |                          |           |                     |                |                       |
| 2021  | —                | —                     | —                        | —                        | —         | —                   | 2e tour (1/32) | Elise Mertens         |
| 2022  | Q1               | Asia Muhammad         | 1er tour (1/64)          | Daria Saville            | Q1        | Priscilla Hon       | —              | —                     |
| 2023  | Q1               | Marina Bassols Ribera | Q2                       | Nao Hibino               | Q1        | Natalija Stevanović | Q1             | Haruka Kaji           |
| 2024  | Q2               | Dayana Yastremska     | Q1                       | Hailey Baptiste          | Q1        | Amanda Anisimova    |                |                       |

N.B. : à droite du résultat se trouve le nom de l'ultime adversaire.

### En double dames
| Année | Open d'Australie | Open d'Australie | Internationaux de France | Internationaux de France | Wimbledon                                                                         | Wimbledon | US Open | US Open |
| ----- | ---------------- | ---------------- | ------------------------ | ------------------------ | --------------------------------------------------------------------------------- | --------- | ------- | ------- |
| 2022  | —                | —                | —                        | —                        | 1er tour (1/32) P. Plipuech \|\| style="text-align:left;" \| N. Kichenok R. Olaru |           |         |         |

N.B. : le nom de la partenaire se trouve sous le résultat ; le nom des ultimes adversaires se trouve à droite.

## Classements WTA en fin de saison
| Année          | 2013 | 2014 | 2015 | 2016 | 2017 | 2018 | 2019 | 2020 | 2021 | 2022 | 2023 | 2024 |
| Rang en simple | 520  | 621  | 358  | 216  | 212  | 165  | 284  | 266  | 185  | 200  | 217  | 483  |
| Rang en double | 1192 | 727  | 445  | 174  | 305  | 235  | 285  | 231  | 144  | 179  | 121  | 133  |

Source : (en) Classements de Valentíni Grammatikopoúlou sur le site officiel de la Fédération internationale de tennis